# Rivière atmosphérique

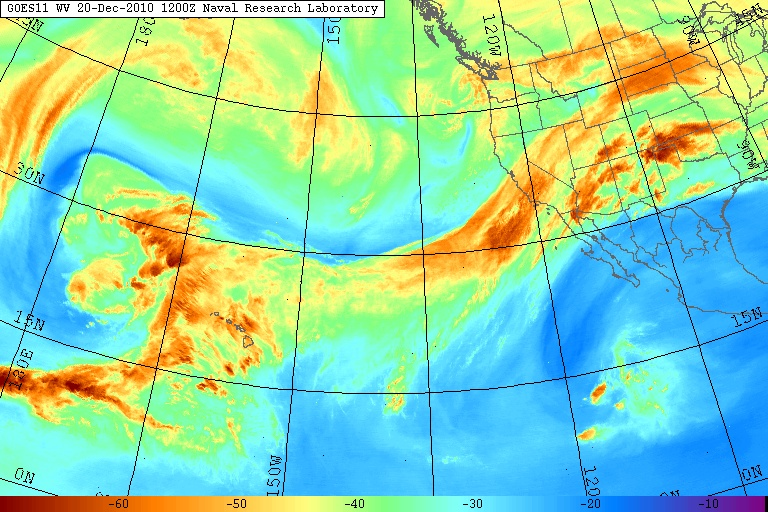
Imagerie de la vapeur d'eau sur le Pacifique oriental prise depuis le satellite GOES 11, montrant une large rivière atmosphérique Pineapple Express au-dessus de la Californie en décembre 2010.

Une rivière atmosphérique est un corridor étroit ou filament d'humidité concentrée dans l'atmosphère. Ce phénomène consiste en bandes étroites de transport de vapeur d'eau, typiquement le long des frontières entre les grandes zones de circulation d'air, incluant des zones frontales en association avec les cyclones extra-tropicaux qui se forment au-dessus des océans. Ces rivières permettent de produire des précipitations plus importantes que la moyenne lorsqu'elles sont associées à des dépressions des latitude moyennes.
Ce phénomène est associé à des événements de pluies abondantes dont les plus connus sont le Pineapple Express sur la côte de l'Amérique du Nord, certains événements de pluie torrentielle sous orage dans la vallée du Mississippi et certaines tempêtes hivernales de la côte ouest de l'Europe.
Avec le changement climatique, on observe un déplacement des rivières atmosphériques vers les pôles. Ce changement de trajectoire a un impact sur les précipitations et la distribution des zones humides ou sèches.

## Description
Bien que le phénomène soit connu depuis longtemps des météorologues, le terme fut proposé par les chercheurs Reginald Newell et Young Zhu du Massachusetts Institute of Technology, au début des années 1990, pour refléter l'étroitesse des panaches d'humidité impliqués. Les rivières atmosphériques sont typiquement de l'ordre de plusieurs milliers de kilomètres de long et seulement quelques centaines de kilomètres de large, et une seule rivière peut transporter un plus grand flux d'eau que la plus grande des rivières terrestres, l'Amazone. À tout moment, il existe typiquement 3 à 5 de ces panaches étroits présents dans un hémisphère, apportant l'humidité des tropiques vers les latitudes plus nordiques.

## Effets

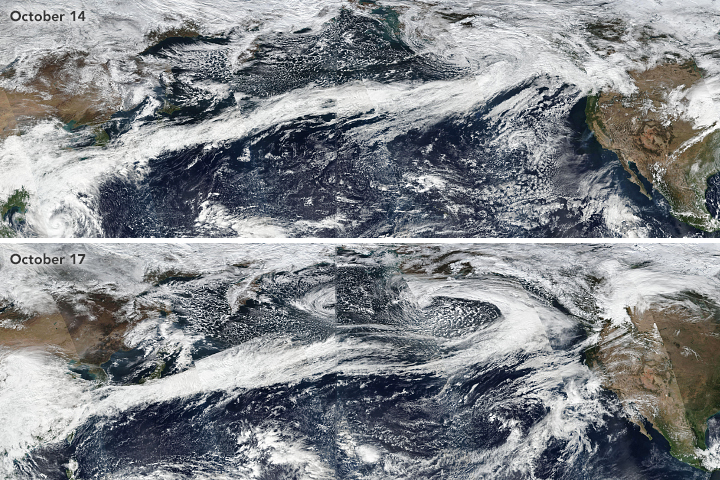
Image du jour de la NASA du 26 octobre 2017, montrant une rivière atmosphérique connectant l'Asie à l'Amérique du Nord, en couverture du rapport de la 4e évaluation nationale du climat.

Les rivières atmosphériques ont un rôle central dans le cycle global de l'eau. N'importe quel jour donné, les rivières atmosphériques comptent pour plus de 90 % du transport global de vapeur d'eau méridional (nord-sud), mais elles couvrent cependant moins de 10 % de la circonférence de la Terre. Le rapport de la 4e évaluation nationale du climat (NCA4 - Fourth National Climate Assessment (en)), publié par le programme de recherche américain sur le changement mondial (USGCRP - U.S. Global Change Research Program) le 23 novembre 2018, confirma ainsi que 30 à 50 % des précipitations sur la Californie et la côte ouest des États-Unis proviennent de ce phénomène.
Elles sont le plus souvent la cause majeure des évènements de précipitations extrêmes qui ont pour conséquence de graves inondations dans beaucoup de régions de moyennes latitudes, notamment la côte ouest du continent nord américain,, l'Europe de l'Ouest, et la côte ouest du nord de l'Afrique. Par exemple, l'épisode de Pineapple Express monté dans l'image ci-dessus, fut particulièrement intense. Il produisit 660 mm de précipitations en Californie et jusqu'à 520 cm de neige dans la Sierra Nevada du 17 au 22 décembre 2010. Un autre épisode a causé la Grande inondation de 1862, la plus importante dans l'histoire de la Californie. De la même façon, l'Europe de l'Ouest quant à elle, est affectée par une rivière atmosphérique (baptisée « Rhum Express » par Christophe Cassou, climatologue au CNRS de Toulouse), provenant directement des Caraïbes ou plus largement de l'Atlantique Tropical Ouest.
La couverture du rapport de la 4e évaluation nationale du climat (NCA4) présente une image de la NASA en couleur réelles des conditions régnant dans le nord-est du Pacifique le 20 février 2017. Le rapport indique que cette rivière atmosphérique a mis un terme "étonnant" à la sécheresse qui sévit depuis cinq ans dans l'Ouest américain : « certaines régions de la Californie ont reçu presque deux fois plus de pluie dans un seul déluge que les 5 mois précédents (octobre-février) ». Jesse Allen, de l'Observatoire de la Terre de la NASA, a créé la visualisation de la couverture du rapport NCA4 avec des données de l'instrument Visible Infrared Imaging Radiometer Suite (VIIRS) sur le satellite Suomi NPP (Suomi National Polar-orbiting Partnership).
Une étude de 2019 montre par ailleurs qu'une augmentation continue de l'activité des rivières atmosphériques pourrait être à l'origine de l'augmentation de la fréquence de la fonte de la glace et avoir des conséquences sur sa stabilité. En Antarctique, 60 % des vêlages de la calotte glaciaire entre 2000 et 2020 ont été déclenchés par l'arrivée de rivières atmosphériques.